# 松田康利
松田 康利（まつだ やすとし、1963年 — ）は、日本の実業家。松田康利事務所代表取締役。スマートストラップ株式会社代表取締役社長。REVISIO、XICA、日本企業成長投資、ワーク・ライフバランス社などのマーケティングアドバイザー。Ad Week Asiaのカウンシルメンバー。一般社団法人 日本国際広報戦略機構 理事。株式会社ジョイブリッジ元代表取締役社長。JAPAN ORIGIN 研究会メンバー。公益社団法人セーブ･ザ･チルドレン・ジャパン元理事。

## 来歴・人物
1963年6月、兵庫県尼崎市で生まれる。豊中市立桜塚小学校、灘中学校・高等学校から東京大学法学部へ進学。1986年に株式会社電通へ入社。営業、人事システム推進室、経営企画室、クリエーティブ統括局などを経験し、2001年にKDDIへ出向。マーケティング統括部に所属し、auのブランディングに従事。2003年シンガタ株式会社を創設。2011年10月、電通に一旦復帰後、2012年1月に独立し現職。事業戦略、コミュニケーション戦略、商品開発、ブランディングのコンサルティングなどに従事。

## 主な著書
- 「オアシスはどこにある」（高階経啓と共同執筆。ペンネームは楽田康二。育鵬社、2012年6月、ISBN-13: 978-4594066215）

## 主な特許
特許第4278625号（日本）スマートストラップ
特許第6472761号（日本）ドローン用衝撃対応自動折りたたみ羽根
特許第6589068号（日本）フライング水上スキー用装具（西川弘と共同）
証書号第449066号（中国）スマートストラップ
特許証　10-0789997号（韓国）スマートストラップ
PatentNo.US7,174,196B2（米国）スマートストラップ